# 八木良太
八木良太（やぎりょうた、1980年 - ）は日本の現代美術作家。

## 人物
無人島プロダクション所属。
1980年愛媛県生まれ、京都府在住。2003年京都造形芸術大学空間演出デザイン学科卒業。
音響作品をはじめとして、オブジェや映像、インスタレーションからインタラクティブな作品まで、多様な表現手法を用いて制作を行っている。
2011年よりアート・デザインプロジェクトphono/graphに参加している。
京都造形芸術大学空間演出デザイン学科准教授。

## 主な個展
- 2006年
  - 「waltz」無人島プロダクション、東京
  - 「timer」無人島プロダクション、東京
- 2007年
  - 「直線か円環か積層か」無人島プロダクション、東京
  - 「クリテリオム70　八木良太」水戸芸術館現代美術ギャラリー、茨城
- 2008年
  - 「回路」無人島プロダクション、東京
  - 「エマージェンシーズ8　八木良太　”回転”」NTTインターコミュニケーションセンター、東京
- 2010年
  - 「事象そのものへ」無人島プロダクション、東京
- 2011年
  - 「scienceroom at workroom」workroom*A、大阪
  - 「高次からの眺め」無人島プロダクション、東京
- 2013年
  - 「Time Parallax」無人島プロダクション、東京
- 2014年
  - 「Second Sight―世界の透視法」うつのみや妖精ミュージアム、栃木
  - 「サイエンス/フィクション」神奈川県民ホールギャラリー、神奈川
- 2021年
  - 「浦島太郎の宇宙旅行」無人島プロダクション、東京

## 関連人物
- 藤本由紀夫